# Klubbtjärnen, Hälsingland
Klubbtjärnen är en sjö i Nordanstigs kommun i Hälsingland och ingår i Harmångersåns huvudavrinningsområde.